# Condado de Hancock (Iowa)
El condado de Hancock (en inglés: Hancock County, Iowa), fundado en 1851, es uno de los 99 condados del estado estadounidense de Iowa. En el año 2000 tenía una población de 	12 100 habitantes con una densidad poblacional de 8 personas por km². La sede del condado es Garner.

## Geografía
Según la Oficina del Censo, el condado tiene un área total de 1484 km² (573 mi²), de la cual 1479 km² (571 mi²) es tierra y 5 km² (1,9 mi²) es agua.

### Condados adyacentes
- Condado de Winnebago norte
- Condado de Cerro Gordo este
- Condado de Wright sur
- Condado de Kossuth oeste

## Demografía
En el 2000 la renta per cápita promedia del condado era de $37 703, y el ingreso promedio para una familia era de $44 248. El ingreso per cápita para el condado era de $17 957. En 2000 los hombres tenían un ingreso per cápita de $29 452 contra $20 376 para las mujeres. Alrededor del 6.00% de la población estaba bajo el umbral de pobreza nacional.
| 1900   | 1910   | 1920   | 1930   | 1940   | 1950   | 1960   | 1970   | 1980   | 1990   | 2000   |
| ------ | ------ | ------ | ------ | ------ | ------ | ------ | ------ | ------ | ------ | ------ |
| 13 752 | 12 731 | 14 723 | 14 802 | 15 402 | 15 077 | 14 604 | 13 227 | 13 833 | 12 638 | 12 100 |

## Lugares

### Ciudades y pueblos
- Britt
- Corwith
- Crystal Lake
- Forest City
- Garner
- Goodell
- Kanawha
- Klemme
- Woden

### Principales carreteras
- U.S. Highway 18
- U.S. Highway 69
- Carretera de Iowa 17